# Grzegorz Miecugow

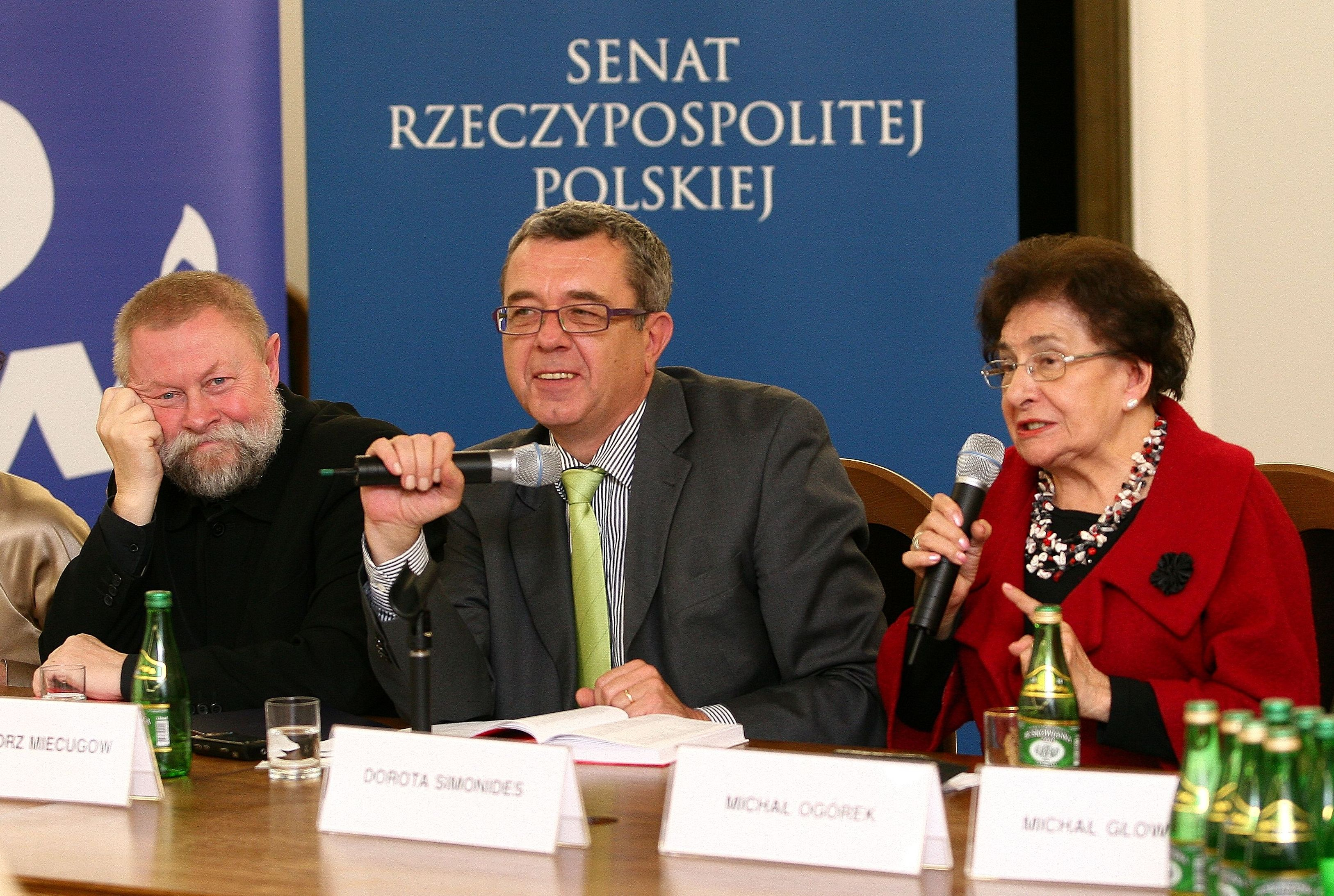
Jerzy Bralczyk, Grzegorz Miecugow i Dorota Simonides (2009)

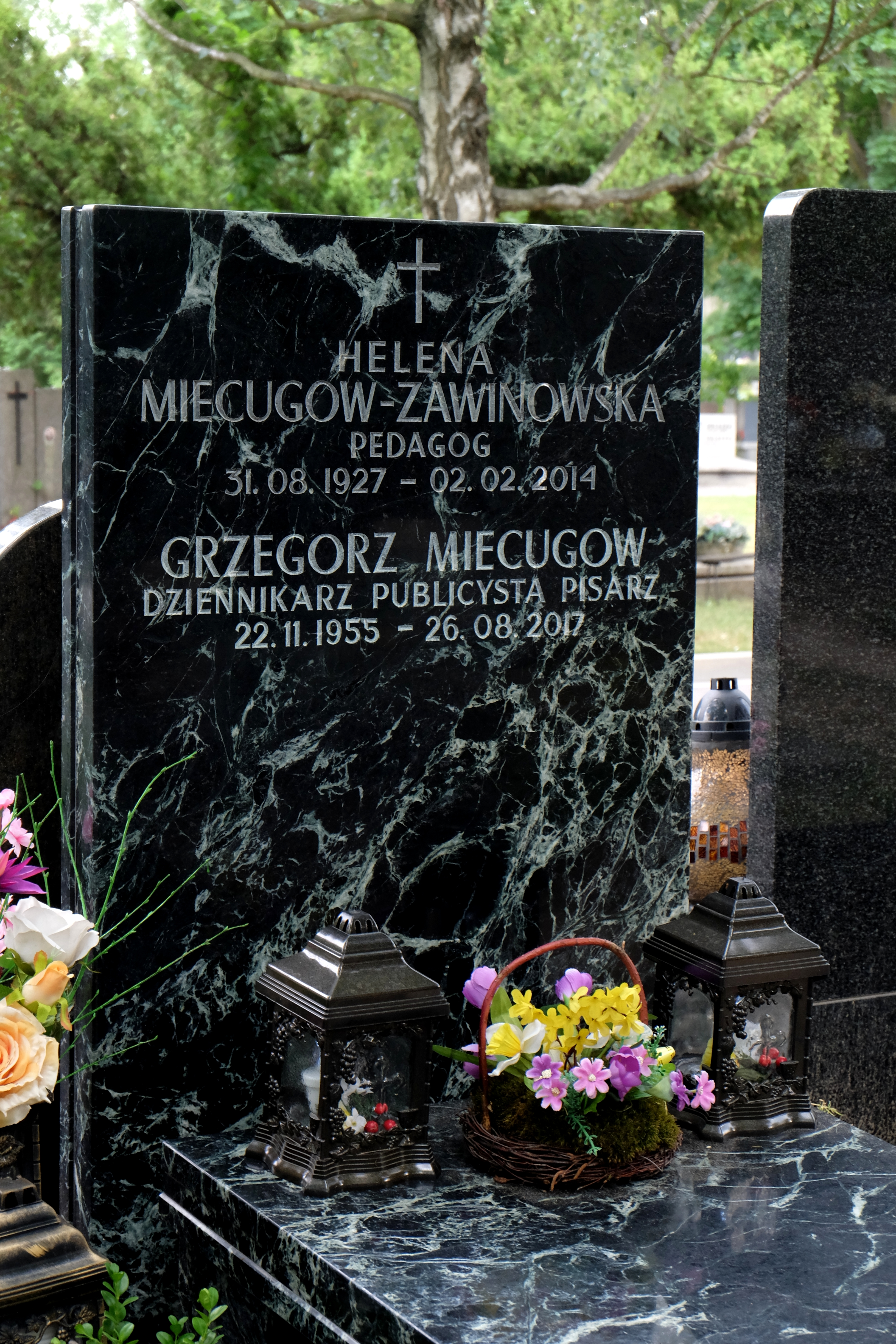
Grób Grzegorza Miecugowa na cmentarzu Wojskowym na Powązkach (2018)

Grzegorz Marek Miecugow (ur. 22 listopada 1955 w Krakowie, zm. 26 sierpnia 2017 w Warszawie) – polski dziennikarz, redaktor radiowej Trójki, wydawca i prezenter Wiadomości w TVP1, współtwórca i prezenter Faktów w TVN, prowadzący program Szkło kontaktowe w TVN24.

## Życiorys
Był synem Heleny i Brunona Miecugowa, krakowskiego dziennikarza i publicysty. Jego dziadek od strony ojca miał pochodzenie ormiańsko-gruzińskie, prababka była szlachcianką z Iwonicza-Zdroju. Bratem babki od strony ojca był malarz Stanisław Studencki.
Ukończył II Liceum Ogólnokształcące im. Króla Jana III Sobieskiego w Krakowie oraz studia na Wydziale Filozofii Uniwersytetu Warszawskiego. W 1978 jako student wyjechał do Paryża, gdzie przez dwa miesiące pracował, zajmując się domem i opiekując się dzieckiem znajomej jego rodziców.
Pracował w Teatrze na Rozdrożu. Od 1980 do czasu wprowadzenia stanu wojennego był dziennikarzem redakcji informacyjnej lokalnego warszawskiego radia, pracował też w telewizji. W marcu 1982 w ramach protestu odszedł z zawodu, po czym zaczął wykonywać różne prace zarobkowe, m.in. kleił błystki i produkował torby do farb w proszku. Przez dwa miesiące pracował fizycznie w Wiedniu. Po trzyletniej przerwie powrócił do pracy w radiu, zostając redaktorem programów dla dzieci. W 1987 zaczął pracę w Programie III Polskiego Radia, dołączając do zespołu Zapraszamy do Trójki, którym później kierował. W latach 1989–2001 jako „druh zastępowy” poprowadził dziewięć wydań Listy przebojów Programu Trzeciego. W 1989 przeszedł do Telewizji Polskiej, był prezenterem i wydawcą Wiadomości.
W 1997 razem z Tomaszem Lisem współtworzył w TVN program informacyjny Fakty, którego był także prezenterem. Odszedł z redakcji na skutek konfliktu z Tomaszem Lisem, później został doradcą marszałka Sejmu Macieja Płażyńskiego ds. medialnych. W 2001 wrócił do TVN, prowadził pierwszą polską edycję reality show Big Brother i współtworzył kanał informacyjny TVN24, a później objął funkcję szefa wydawców stacji. Od stycznia 2005 współprowadził Szkło kontaktowe. Prowadził również programy Inny punkt widzenia, Gość poranny oraz Cały ten świat.
W 2007 po sukcesie programu Szkło kontaktowe wraz z Tomaszem Sianeckim napisał książkę Kontaktowi, czyli szklarze bez kitu. Był autorem felietonów z serii „Swoje wiem” w „Dzienniku Polskim”. Został również współpracownikiem „Przekroju”. Od 1992 prowadził zajęcia dla studentów dziennikarstwa. Był pracownikiem Katedry Dziennikarstwa Collegium Civitas.
Wystąpił w filmach Pułapka (1997) jako dziennikarz Wiadomości i Ryś (2007) jako policjant oraz w teledysku do utworu „Świr” Grupy Operacyjnej jako dziennikarz.

## Życie prywatne
Był żonaty z Joanną, z którą miał syna Krzysztofa.
W 2011 zdiagnozowano u niego raka płuca. Zmarł 26 sierpnia 2017. 1 września 2017 został pochowany na cmentarzu Wojskowym na Powązkach w Warszawie (kwatera E–19–4). Ceremonia miała charakter świecki.

## Publikacje książkowe
- Inny punkt widzenia (2005)
- Inny punkt widzenia. Tom II (2007)
- Kontaktowi, czyli szklarze bez kitu (2007) – z Tomaszem Sianeckim
- Przypadek (2010)
- Trójka do potęgi (2012)
- Szkiełko i wokół (2012) – z Violettą Ozminkowski
- Inny punkt widzenia (2013)

## Wyróżnienia
- 2005: Ostre Pióro – nagroda specjalna[24]
- 2006: Wiktor w kategorii największe odkrycie telewizyjne razem z Tomaszem Sianeckim za program Szkło kontaktowe[25]
- 2009: Złota Gruszka „za szczególne osiągnięcia dziennikarskie”[26]
- 2012/2013: artPrezydent na Interdyscyplinarnym Festiwalu Sztuk Miasto Gwiazd w Żyrardowie[27]
- 2015: Mistrz Mowy Polskiej[28]